# Dabrina
Dabrina falu Horvátországban, Sziszek-Monoszló megyében. Közigazgatásilag Glinához tartozik.

## Fekvése
Sziszek városától légvonalban 30, közúton 46 km-re délnyugatra, községközpontjától légvonalban 9, közúton 11 km-re délkeletre, a Maja-folyó völgyének nyugati szélén, a Glinát a dvori határátkelővel összekötő 6-os számú főúttól nyugatra fekszik.

## Története
A római korban határában vezetett át a Sisciát (Sziszek) Seniával (Zengg) összekötő fontos kereskedelmi és hadiút, melynek maradványai még ma is láthatók. A környék számos településéhez hasonlóan Dabrina is a 17. század vége felé népesült be a török uralom alatt maradt Boszniából menekült pravoszlávokkal. 1696-ban a szábor a bánt tette meg a Kulpa és az Una közötti határvédő erők parancsnokává, melyet hosszas huzavona után 1704-ben a bécsi udvar is elfogadott. Ezzel létrejött a Báni végvidék (horvátul Banovina), mely katonai határőrvidék része lett. 1745-ben megalakult a Glina központú első báni ezred, melynek fennhatósága alá ez a vidék is tartozott.
1881-ben megszűnt a katonai közigazgatás és Zágráb vármegye Glinai járásának része lett. A falunak 1857-ben 427, 1910-ben 646 lakosa volt. 1918-ban az új szerb-horvát-szlovén állam, majd később Jugoszlávia része lett. A második világháború idején a Független Horvát Állam része volt. A falu 1991. június 25-én jogilag a független Horvátország része lett, de szerb lakói a Krajinai Szerb Köztársasághoz csatlakoztak. A falut 1995. augusztus 8-án a Vihar hadművelettel foglalta vissza a horvát hadsereg. A lakosság elmenekült. Később több, főként idős ember visszatért. A településnek 2011-ben 86 lakosa volt, akik mezőgazdasággal és állattartással foglalkoztak.

## Népesség
| Lakosság változása | Lakosság változása | Lakosság változása | Lakosság változása | Lakosság változása | Lakosság változása | Lakosság változása | Lakosság változása | Lakosság változása | Lakosság változása | Lakosság változása | Lakosság változása | Lakosság változása | Lakosság változása | Lakosság változása | Lakosság változása |
| ------------------ | ------------------ | ------------------ | ------------------ | ------------------ | ------------------ | ------------------ | ------------------ | ------------------ | ------------------ | ------------------ | ------------------ | ------------------ | ------------------ | ------------------ | ------------------ |
| 1857               | 1869               | 1880               | 1890               | 1900               | 1910               | 1921               | 1931               | 1948               | 1953               | 1961               | 1971               | 1981               | 1991               | 2001               | 2011               |
| 427                | 484                | 457                | 551                | 608                | 646                | 628                | 726                | 578                | 575                | 512                | 422                | 303                | 253                | 84                 | 86                 |

## Nevezetességei
- Szent Petka tiszteletére szentelt pravoszláv kápolnája 1980-ban épült, a buzetai parókiához tartozik.
- Római út maradványai
- Három régi malom a település határában.
- Hagyományos népi építésű védett házak az 5, 6, 7,19, 20, 23, 25, 27, 32, 34, 35, 36, 37, 91 számok alatt.